# Johanneskerk (Nieuwerkerk)
De Johanneskerk is een protestantse kerk van de Nederlandse Hervormde Kerk in Nieuwerkerk in de provincie Zeeland.

## Geschiedenis
Er is voor de eerste maal sprake van een kerkje uit de 12e of 13e eeuw dat ofwel op de plaats van de huidige kerk ofwel iets noordelijker stond (een vermoeden gebaseerd op vondsten midden 20e eeuw). Rond of na 1200 begon men met de bouw van een nieuwe kerk op Nieuwerkerk en in 1233 sprak men een eerste maal van een oude en nieuwe kerk, Ouwerkerk en Nieuwerkerk. In 1475 werd begonnen met de bouw van een nieuwe kerk, gewijd aan Sint Johannes de Evangelist. De kerk was 65 meter bij 15 meter met een kerktoren van 36 meter hoog en de bouw duurde tot 1509. In 1490 werd de kerk verheven tot kapittelkerk, de tiende in de rij van slechts twaalf kapittelkerken die Zeeland uiteindelijk zou tellen.
Op 13 juli 1576 trokken plunderende Spaanse soldaten van Mondragón door de streek en werd de kerk zwaar beschadigd door brand. Na de reformatie werd de kerk heropgebouwd van 1579 tot circa 1583 en in dienst genomen door de protestantse kerk. Het vernielde middenschip werd niet meer heropgebouwd omdat het overgebleven koor groot genoeg was voor de plaatselijke bevolking. In 1590 werd de beschadigde toren onder handen genomen. 
In 1952 volgde een eerste restauratie maar de kerk kwam tijdens de watersnoodramp van 1953, 1,4 meter onder water te staan waardoor tussen 1957 en 1959 een tweede restauratie nodig was.
In 2014-2015 werd de kerk opnieuw gerestaureerd waarbij de leien en dakgoten vervangen werden en een deel van het metselwerk hersteld. Doordat het zoute water in 1953 de stenen aangetast had, dienden in de consistoriekamer de muren opnieuw gestukt te worden.

## Kerktoren
Op 3 februari 1945 op het einde van de Tweede Wereldoorlog werd de zeshoekige kerktoren opgeblazen door de Duitse bezetter. Nadat gedurende lange tijd een houten klokkenstoel in de plaats stond, werd de toren in 1975 gereconstrueerd en op 9 maart 1976 terug in dienst genomen. In de toren hangt een luidklok met een diameter van 86 cm en een gewicht van 400 kg die in 1645 in Asten gegoten was. De klok werd in 1943 uit de toren gehesen om verscheept te worden naar Duitsland. Doordat het schip in januari 1945 verging op het IJsselmeer zonk de klok naar de bodem. In juni 1945 werden 226 klokken uit het wrak gehaald en later teruggebracht naar hun eigenaars De toren heeft de status van rijksmonument vanwege zijn torenklok.

## Interieur
Het interieur is zoals veel Hervormde kerken strak en sober zonder overbodige versieringen, met langs de muren de herenbanken en in het midden de eiken stoelen waar vroeger alleen de vrouwen mochten zitten. De preekstoel dateert uit de 17e eeuw. Het zilveren doopbekken is fraai gegraveerd en dateert uit 1857.

### Orgel
Op 16 november 1902 werd een eerste kerkorgel in gebruik genomen dat geleverd was door de firma Dekker uit Goes en gebouwd door Th. Nohren. Als gevolg van de watersnoodramp in 1953 geraakte dit orgel onbespeelbaar. In 1956 bouwde W. van Leeuwen uit Leiderdorp een nieuw orgel waarbij volgens sommige bronnen de oude Nohren-orgelkas hergebruikt werd. Het orgel werd aan de kerk geschonken door het Rampenfonds en op 22 april 1958 in gebruik genomen. In 1990 werd het door de firma Pels & Van Leeuwen gerestaureerd.

## Fotogalerij

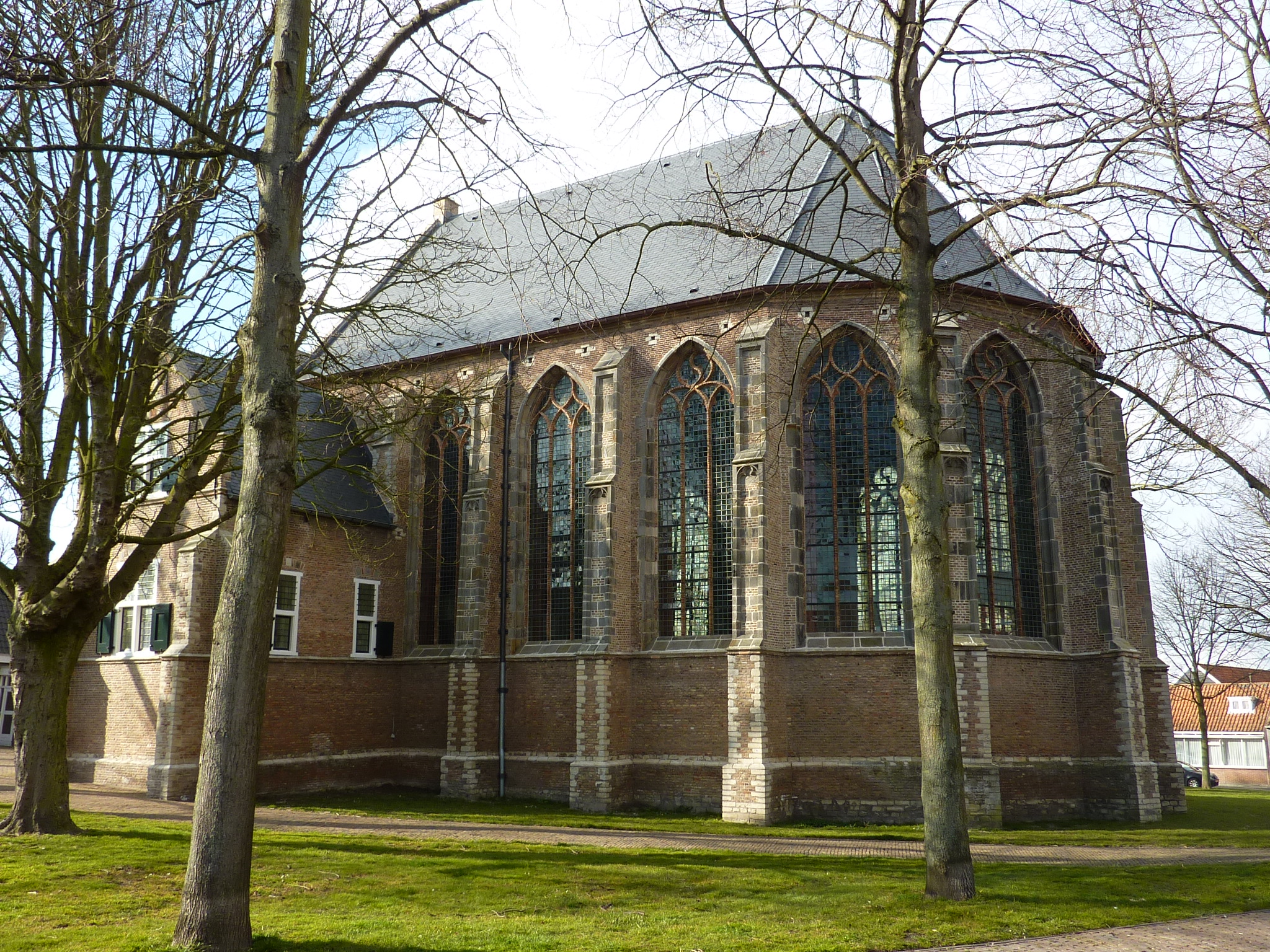
Achterkant kerk
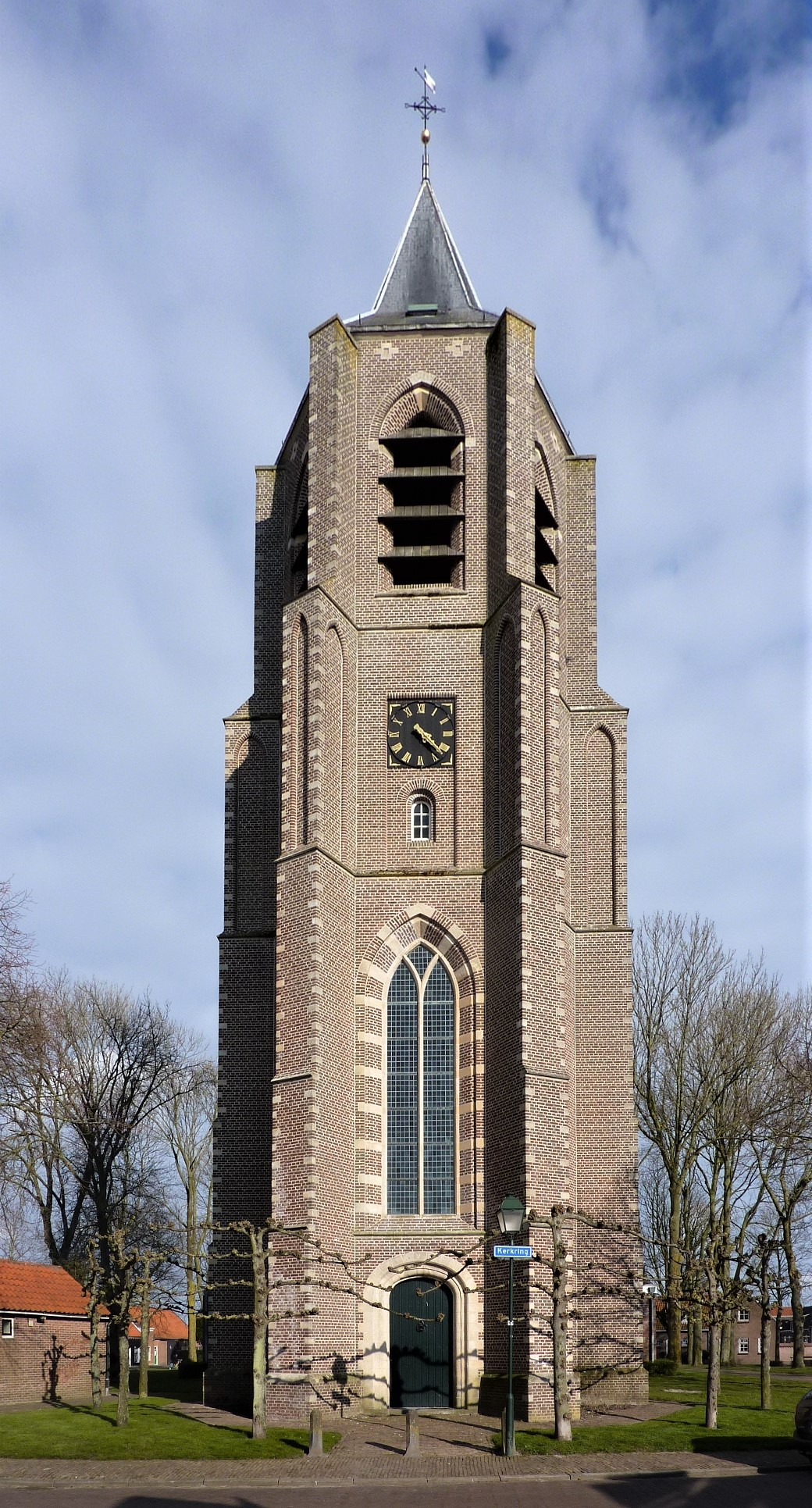
Vrijstaande toren
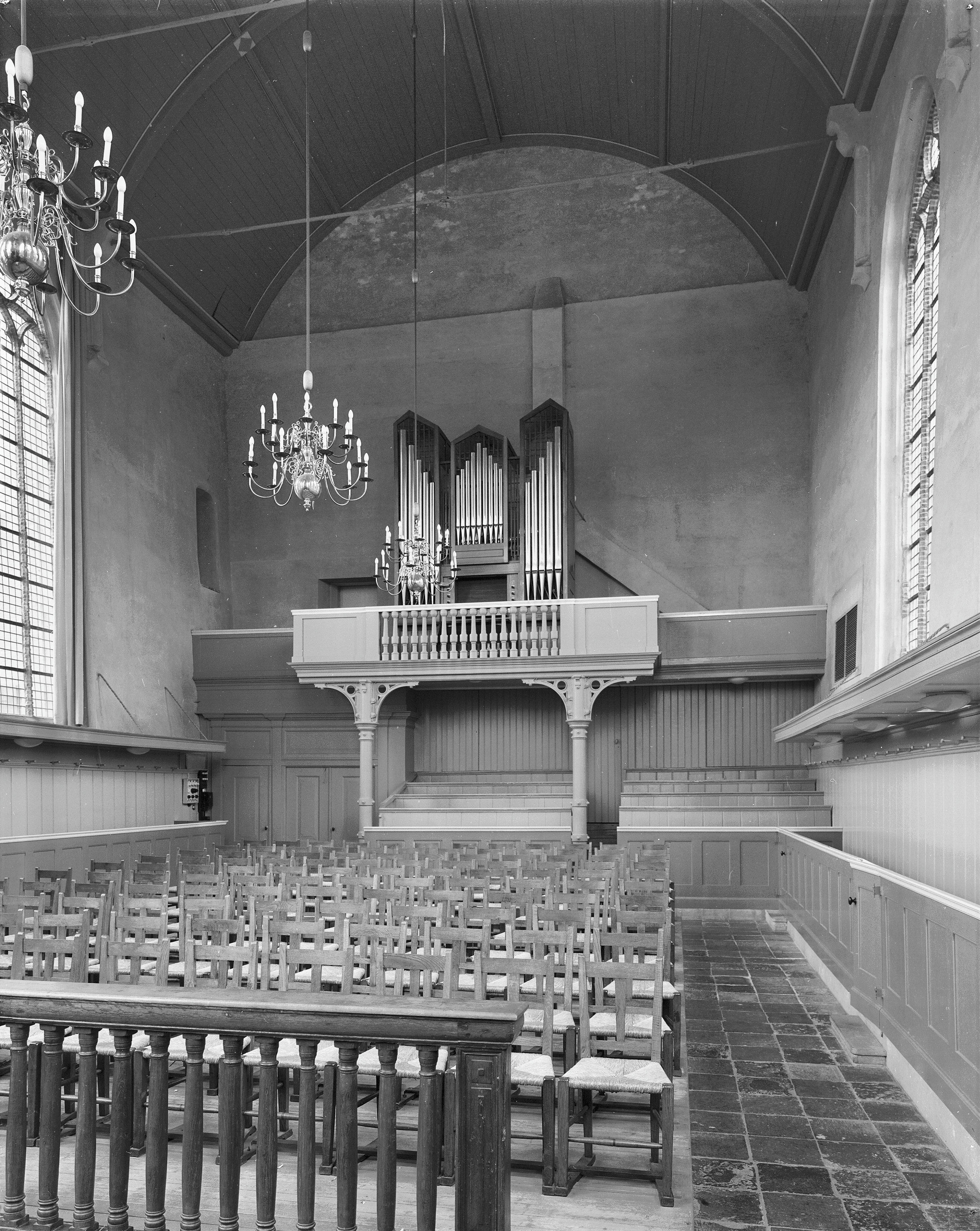
Interieur naar het westen met kerkorgel
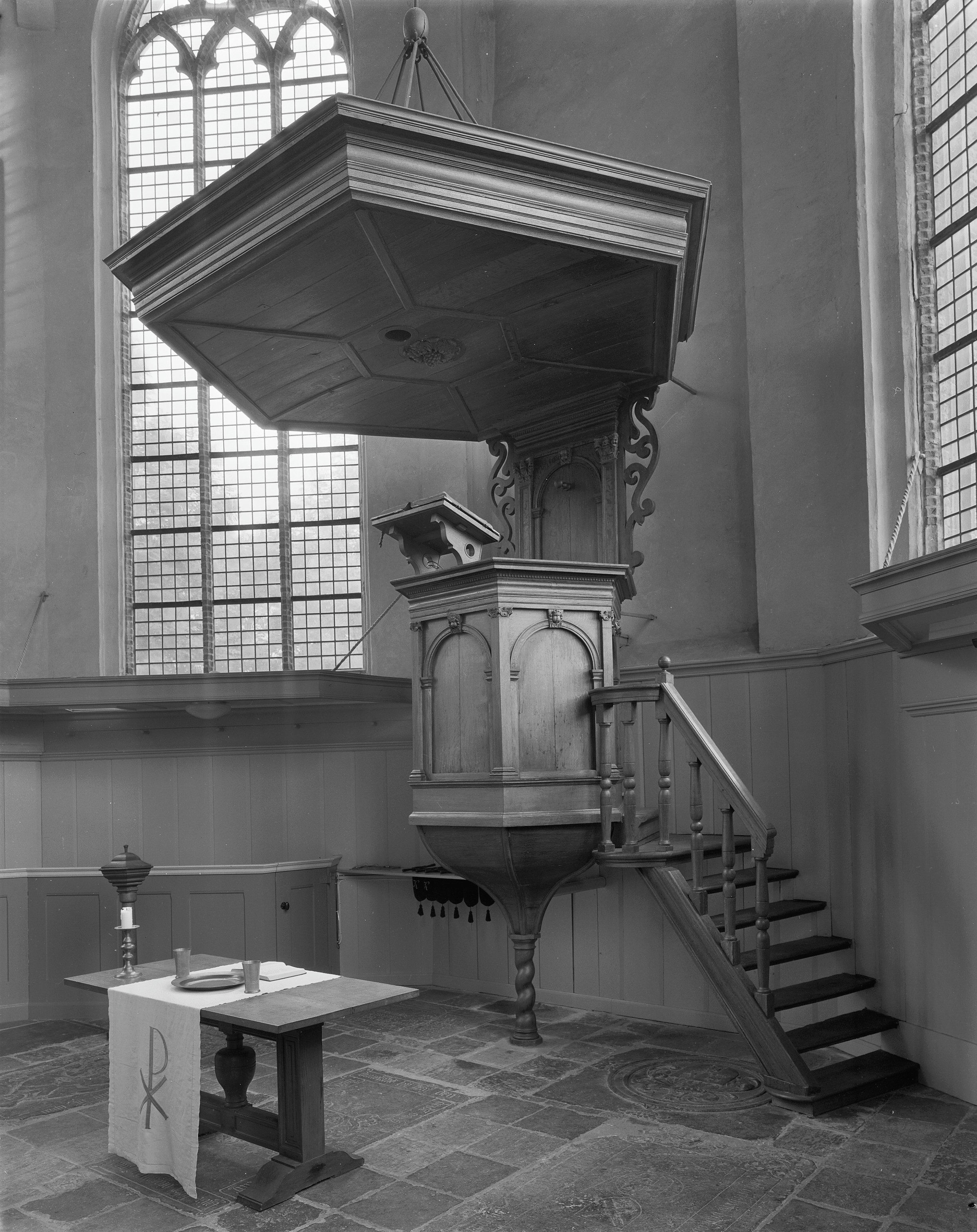
De preekstoel